# Villefagnan
Villefagnan (okzitanisch: gleichlautend) ist ein Ort und eine Gemeinde mit 981 Einwohnern (Stand 1. Januar 2022) im westfranzösischen Département Charente in der Region Nouvelle-Aquitaine. Die Gemeinde besteht aus mehreren Weilern (hameaux) und Einzelgehöften.

## Lage
Der Ort Villefagnan liegt in einer Höhe von etwa 120 m ü. d. M. im Norden der alten Kulturlandschaft des Angoumois in geringer Entfernung zum Département Deux-Sèvres. Der Ort ist ca. 51 km (Fahrtstrecke) in nördlicher Richtung von der Stadt Angoulême entfernt; bis nach Poitiers sind es ca. 77 km in nordöstlicher Richtung. Das Gemeindegebiet liegt in der Ebene von Villefagnan, einem Vogelschutzgebiet des Projekts Natura 2000. Der Fluss Bief durchquert das Gemeindegebiet.

## Bevölkerungsentwicklung
| Jahr      | 1800 | 1851 | 1901 | 1954 | 1999 | 2016 |
| Einwohner | 1615 | 1550 | 1404 | 1017 | 1022 | 1009 |

Der kontinuierliche Bevölkerungsrückgang im 20. Jahrhundert ist im Wesentlichen auf die Folgen der Reblauskrise im Weinbau und die zunehmende Mechanisierung der Landwirtschaft zurückzuführen.

## Wirtschaft
Der Ort und seine Umgebung waren jahrhundertelang landwirtschaftlich geprägt; die meisten Menschen lebten als Selbstversorger von den Erträgen ihrer Felder und Gärten; auf den eher kargen und steinigen Böden wurde in größerem Umfang Viehzucht betrieben. Im Ort selbst ließen sich auch Handwerker und Kleinhändler nieder. Im ausgehenden Mittelalter und in der frühen Neuzeit wurde der Weinbau vorangetrieben, der jedoch – nach der Reblauskrise im ausgehenden 19. und beginnenden 20. Jahrhundert – heutzutage keine Bedeutung mehr hat.  Seit den 1960er Jahren spielt der Tourismus in Form der Vermietung von Ferienwohnungen (gîtes) eine nicht unbedeutende Rolle im Wirtschaftsleben der Gemeinde.

## Geschichte
In der Antike gehörte die Region zum Siedlungsgebiet der keltischen Piktonen, die von Caesar im Verlauf des Gallischen Krieges unterworfen wurden. Gallorömische Funde (Ziegel etc.) belegen eine dauerhafte Besiedlung in dieser Zeit.
Die erste namentliche Erwähnung (Villa Fagna) stammt aus dem Jahr 855. Bis zur Französischen Revolution gehörte die Kirche des Ortes zum Bistum Poitiers; die Bischöfe besaßen hier das Château Lesvescault, von dem noch das Tor des Mauerrings erhalten ist. Im 17. Jahrhundert geriet Villefagnan unter den Einfluss des Protestantismus. Zu den weltweit bekannten „Söhnen der Stadt“ gehört der 1892 hier geborene Tenor Georges Jouatte, der von 1934 bis 1946 am Pariser Opernhaus wirkte.

## Sehenswürdigkeiten

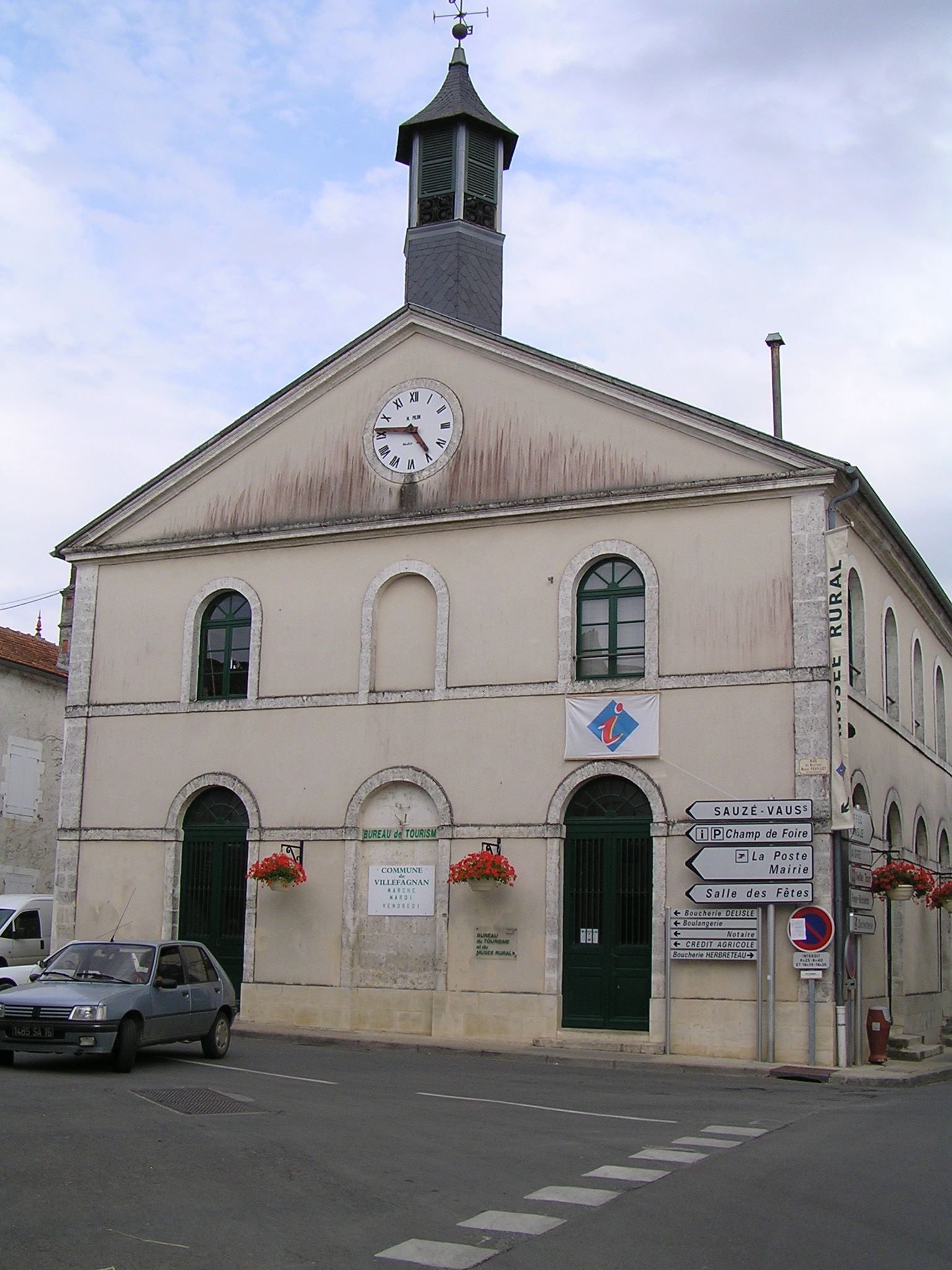
Kornhalle

- Die Pfarrkirche Saint-Pierre stammt noch aus dem 12. Jahrhundert. Nach dem Ende des Hundertjährigen Krieges (1337–1453) wurde auf der Südseite des Langhauses ein Seitenschiff angebaut; außerdem wurden der Vierungsturm erhöht und die Strebepfeiler an den Außenwänden verstärkt.
- Von der ehemaligen bischöflichen Burg (Château Lesvescault) ist nur noch das von zwei Türmen flankierte Tor erhalten. Es wurde im Jahr 1951 als Monument historique eingestuft.[2]
- Das protestantische Gotteshaus (temple) mit seiner Zweiturmfassade entstand im Jahr 1859; es ist die fünfte reformierte Kirche des Orts und wurde im Jahr 1998 als Monument historique eingestuft.[3]
- Die im Jahr 1868 fertiggestellte Kornhalle (halle aux grains) war einst das merkantile Zentrum des Ortes.

außerhalb
- Von den einst zehn Windmühlen (moulins á vent) in der Umgebung existiert nur noch eine, die Ende des 20. Jahrhunderts restauriert und zu einem Ferienhaus (gîte) umgebaut wurde.